# 耳納山地

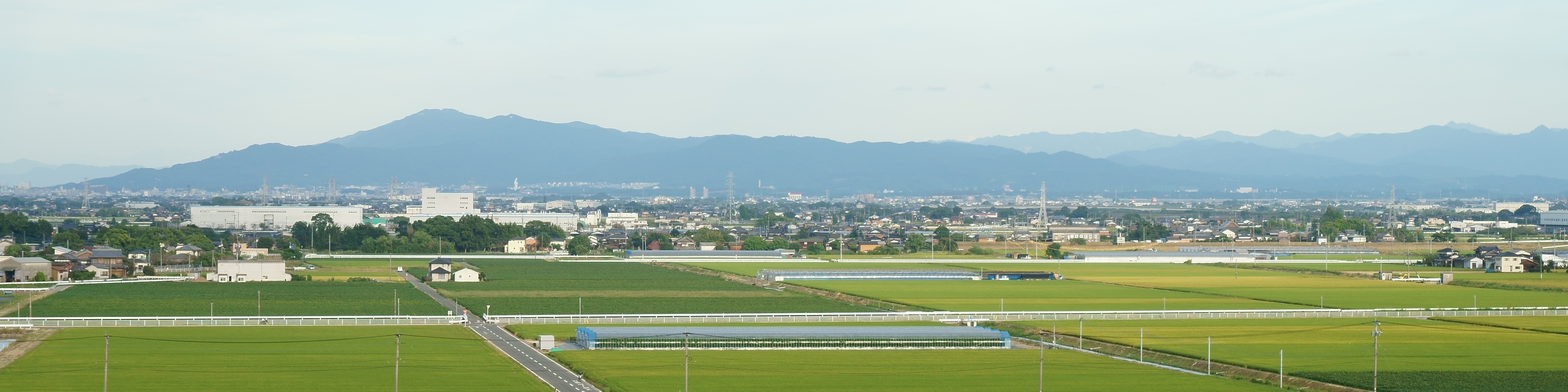
西方からの遠景。北麓（左側）は急で南麓（右側）は緩やか。

耳納山地（みのうさんち）は、福岡県筑後地方にある山地名。水縄山地とも表記する。耳納連山（みのうれんざん）の通称もある。

## 概要
西端部は久留米市中心部の南東にある高良山で、兜山・耳納山・発心山・鷹取山などの山々が東西に連なり、東端部は大分県境まで至る。山地西部は久留米市と八女市に、東部はうきは市と八女市にまたがっている。山地西端部の南側には広川町と八女市にまたがる赤藪山があり、山地東端部では津江三山（釈迦岳・御前岳・渡神岳）などの津江山地と接する。
山地北縁に存在する水縄断層によって形成されたと考えられており、北側（久留米市側）は急な崖状、南側（八女市側）は緩斜面となっている。東端にある森は、滝のある水源の森として水源の森百選に選定され筑後川水系巨瀬川や名水百選に選定された清水湧水の重要な水源となっている。

## 関係自治体
- 北側：福岡県久留米市、うきは市
- 南側：福岡県八女市

## 主な山と峠
※西から東の順
- 高良山
- 兜山
- 耳納山
- グライダー山
- 発心山
- かんかけ峠（福岡県道70号田主丸黒木線）
- 鷹取山
- 合瀬耳納峠（福岡県道52号八女香春線）

## 歴史

### 地震
- 679年1-2月頃（天武7年12月） - 筑紫地震

### 土砂災害
江戸時代中期の享保5年6月21日（1720年7月26日）、筑後川流域では大雨による災害が発生し、耳納山地では山津波が発生して洪水と合わせて61人が死亡し、211戸の家屋が流失した。うきは市にある西見家所蔵の「壊山（くえやま）物語」（1720～36年）によると4村がほぼ壊滅し60人近い住民が亡くなったという。また、朝倉市の南琳寺所蔵の「南琳寺縁起」によると朝倉市の山田、古毛、白木、志波などの地区も甚大な被害を受けたという。1932年には大村天満宮（うきは市吉井町）に大村復興碑が建てられた。

## 道路
- 耳納スカイライン
- 福岡県道800号湯ノ原合川線
- 福岡県道798号北川内草野線
- 福岡県道70号田主丸黒木線
- 福岡県道804号上横山星野線
- 福岡県道52号八女香春線